# Rupsa Upazila
Rupsa (bengalisch: রূপসা) ist ein Upazila des Distrikts Khulna in der Division Khulna, Bangladesch.

## Geographie
Laut der Volkszählung von 1991 in Bangladesch hatte Rupsa eine Bevölkerung von 150.185. Männer machten 51,98 % der Bevölkerung und Frauen 48,02 % aus. Die Bevölkerung ab 18 Jahren war 77.918. Rupsa hatte eine durchschnittliche Alphabetisierungsrate von 40,4 % (7+ Jahre), verglichen mit dem nationalen Durchschnitt von 32,4 %.

## Verwaltung
Das Rupsa Upazila ist in fünf union parishads unterteilt: Aichgati, Ghatvog, Noihati, Srifoltola und T. S. Bahirdia. Die union parishads sind in 64 Mauzas und 78 Dörfer unterteilt.